# Лорансен, Мари
Мари́ Лорансе́н (фр. Marie Laurencin, 31 октября 1883 — 8 июня 1956) — французская художница: живописец, рисовальщица, театральный декоратор и гравёр.

## Биография
Матерью Мари была швея Полина Мелани Лорансен. Мари посещала занятия в лицее Ламартина, затем брала уроки живописи на фарфоре в Севре и у Мадлэн Лемер. Поступила в Академию Эмбер, где встретилась с Жоржем Браком. По совету Анри-Пьера Роше она участвовала в 1907 году в Салоне независимых. В том же году Пикассо познакомил её с Гийомом Аполлинером. Их страстная связь продолжалась до 1912 года. Он посвящал ей стихи и вдохновил её на картину «Аполлинер и его друзья» (1912), среди которых Пикассо и Гертруда Стайн. Параллельно с живописью она занималась гравюрой у Жан-Эмиля Лабурер.
В июне 1914 она вышла замуж за барона Отто фон Ветьен (von Wätjen), с которым встретилась на Монпарнасе годом раньше. Вскоре после начала войны супруги уехали в Испанию, сначала в Мадрид, затем в Малагу и Барселону. Она получила большую поддержку от своей подруги Николь Грульт (модельер, сестра знаменитого Поля Пуаре), с которой вела переписку во время изгнания. Тогда же Мари написала свои первые стихи, вошедшие в сборник «Ночной блокнот». Благодаря Франсису Пикабиа Мари встретилась в Мадриде с Соней и Робертом Делоне.
В 1920 году она возвращается в Париж, разводится и начинает независимо строить карьеру художницы. Она налаживает плодотворное сотрудничество со многими поэтами и писателями, чьи произведения она иллюстрирует, среди них Андре Жид, Поль Моран, Жак де Лакретель, Макс Жакоб, Сен-Жон Перс, Марсель Жуандо, Жан Кокто, Жан Полан, Сомерсет Моэм и многие другие. Мари Лорансен также рисовала декорации для балета и театра, в том числе для Русских балетов Дягилева.
Её работы на выставке декоративных искусств в 1925 году вызвали восхищение публики. Вдохновение художница впоследствии находит в станковой живописи. Она участвует в артистической жизни Парижа бурных двадцатых годов. После экономического кризиса 1929 года, она стала преподавать в Академии XVI-го. К старости у неё ухудшается зрение.
Она занималась гравюрой и резьбой по дереву, испытав влияние африканской скульптуры, делала иллюстрации и декорации для «Комеди-Франсез» (1928) и русского балета Сергея Дягилева (1924), писала стихи под псевдонимом Луиза Лаланн, но наиболее известны её живописные произведения, в которых сочетаются мотивы рококо 18 в. и стиль персидских и монгольских миниатюр. Отдавая предпочтение светло-розовым и голубым тонам, Мари Лорансен создала многочисленные портреты женщин и детей, её привлекали также цирковые персонажи. Женские образы художницы, названные однажды 'созданиями страны фей', неизменно очаровательны.
Похоронена на кладбище Пер-Лашез.

## Наследие
Музей художницы открыт в Токио (1985) японским промышленником Масахиро Такано. В 2011 году музей был закрыт после смены руководства и вновь открыт в июле 2017 года. В настоящее время Коллекция музея насчитывает более 600 работ Лорансен, среди которых картины, множество рисунков и акварелей, гравюры и книжные иллюстрации.
Работы Мари Лорансен также представлены в лондонской Галерее Тейт, в Художественной галерее Бирмингемского музея (штат Алабама),  в музее Роже-Кийо в Клермон-Ферране и в музее Оранжери в Париже.

## Интересные факты
Имя художницы упоминается в известной песне «L’Été indien» (Бабье лето) французского певца Джо Дассена (Joe Dassin). «…В своём длинном платье, ты походила
на акварель Мари Лорансен».
Новая волна интереса к творчеству Лорансен была вызвана публикацией в 2011 году её биографии, написанной французским писателем и журналистом Бертраном Мейером-Стейбли. Весной 2013 года в парижском музее Мармоттан-Моне прошла выставка работ Мари Лорансен, заново открывшая творчество художницы для широкой публики.
В фильме режиссёра Фернандо Коломо «Банда Пикассо» La Banda Picasso, (2012) роль Мари Лорансен играет французская актриса Луиз Моно.